# Buddy Rogers (worstelaar)
Herman Gustav Rohde Jr. (Camden (New Jersey), 20 februari 1921 - 26 juni 1992), beter bekend als "Nature Boy" Buddy Rogers, was een Amerikaans professioneel worstelaar.

## In het worstelen
- Afwerking en kenmerkende bewegingen
  - Figure Four Grapevine

- Managers
  - The Fabulous Moolah
  - Bobby Davis

## Prestaties
- American Wrestling Association
  - AWA Eastern States Heavyweight Championship (1 keer)
  - AWA World Heavyweight Championship (3 keer)

- Midwest Wrestling Association
  - MWA Ohio Tag Team Championship (4 keer: met Great Scott (3x) en Juan Sebastian (1x))

- Montreal Athletic Commission
  - World Heavyweight Championship (3 keer)

- NWA Capitol Wrestling
  - NWA United States Tag Team Championship (2 keer: met Johnny Valentine (1x) en Johnny Barend (1x))

- NWA Chicago
  - NWA World Heavyweight Championship (1 keer)
  - NWA United States Heavyweight Championship (1 keer)

- NWA Mid-America
  - NWA Mid-America Heavyweight Championship (1 keer)

- NWA San Francisco
  - NWA World Tag Team Championship (1 keer met Ronnie Etchison)

- NWA Western States Sports
  - NWA North American Heavyweight Championship (1 keer)

- Pro Wrestling Illustrated
  - PWI Stanley Weston Award (1990)

- Professional Wrestling Hall of Fame and Museum
  - Class of 2002 (Television Era)

- Southwest Sports Inc.
  - NWA Texas Heavyweight Championship (1 keer)
  - Texas Heavyweight Championship (4 keer)
  - Texas Tag Team Championship (1 keer met Otto Kuss)

- World Wide Wrestling Federation / World Wrestling Federation
  - WWWF World Heavyweight Championship (1 keer)
  - WWWF United States Tag Team Championship (2 keer: met Johnny Valentine (1x) en Johnny Barend (1x))
  - WWF Hall of Fame (Class of 1994)

- Wrestling Observer Newsletter awards
  - Wrestling Observer Newsletter Hall of Fame (Class of 1996)

- Andere titels
  - Maryland Eastern Heavyweight Championship (3 keer)
  - World Heavyweight Championship (5 keer)